# San Mori
San Mori (oficialmente y en catalán Sant Mori) es un municipio español de la comarca del Alto Ampurdán, en la provincia de Gerona, comunidad autónoma de Cataluña.
Situado a la derecha del río Fluviá, limita al norte con San Miguel de Fluviá, al este con Ventalló, al sur con Saus y al oeste con Palau de Santa Eulalia.
La economía se basa en la agricultura y la ganadería, tiene una pequeña central eléctrica y el turismo cada vez más en auge.
Baronía en el siglo XV y marquesado en el año 1893. La reina regente Juana Enríquez y su hijo el infante Fernando pasaron unos días en el castillo de San Mori, desde donde convocó el Parlamento de las Cortes Catalanas en octubre de 1466.

## Demografía
San Mori cuenta con una población de 163 habitantes (INE 2024).
| Gráfica de evolución demográfica de San Mori entre 1842 y 2021 |
| |
| Población de derecho según los censos de población del INE Población de hecho según los censos de población del INEEn estos censos se denominaba San Mori: 1842, 1857, 1860, 1877, 1887, 1897, 1900, 1910, 1920, 1930, 1940, 1950, 1960, 1970 y 1981 |

## Lugares de interés
- Iglesia de San Mauricio. Siglo XVIII
- Iglesia de San Julián. Prerrománica
- Castillo de San Mori, parece más un palacio que una fortaleza, edificado sobre ruinas anteriores.
- Murallas de San Mori
- Yacimiento arqueológico. Poblado ibérico